# Glossophaga longirostris
Glossophaga longirostris је врста слепог миша из породице љиљака-вампира (Phyllostomidae).

## Распрострањење
Ареал врсте Glossophaga longirostris обухвата већи број држава.
Врста има станиште у Бразилу, Венецуели, Колумбији, Гвајани, Доминици, Тринидаду и Тобагу, Аруби, Гренади, Холандским Антилима и Девичанским острвима.

## Угроженост
Подаци о распрострањености ове врсте су недовољни.